# The Beavis and Butt-head Experience
The Beavis and Butt-head Experience è un album compilation pubblicato nel 1993 dalla Geffen Records. Il titolo del disco è un riferimento al gruppo originale di Jimi Hendrix, The Jimi Hendrix Experience appunto. Si tratta di una delle compilation di rock demenziale dal maggior successo commerciale, avendo venduto circa 1,610,000 copie ed essendosi certificato doppio disco di platino dalla RIAA negli Stati Uniti.

## Il disco
L'album comprende una gran varietà di stili musicali differenti, principalmente gruppi di orientamento hard rock e heavy metal. Molte delle canzoni sono inframezzate dai commenti di Beavis and Butt-head. I due personaggi vengono poi raggiunti dalla cantante Cher per eseguire insieme una cover di I Got You Babe. Beavis & Butt-head inoltre eseguono anche la ballata Come to Butt-head.
L'album contiene anche una hidden track. Dopo qualche minuto di silenzio in coda a I've Got You Babe, c'è una reprise di Come to Butt-head nella quale a Beavis & Butt-head si aggiunge il rapper Positive K.

## Tracce
1. Nirvana: I Hate Myself and I Want to Die – 4:02
2. Anthrax: Looking Down the Barrel of a Gun (Beastie Boys cover) – 7:43
3. Beavis and Butt-head (Mike Judge): Come to Butt-head – 3:51
4. Megadeth: 99 Ways to Die – 4:11
5. Run-D.M.C.: Bounce – 6:40
6. Aerosmith: Deuces Are Wild – 3:50
7. White Zombie: I Am Hell – 5:00
8. Primus: Poetry and Prose – 3:48
9. Sir Mix-a-Lot: Monsta Mack – 4:22
10. Red Hot Chili Peppers: Search and Destroy (The Stooges cover) – 4:12
11. Jackyl: Mental Masturbation – 2:38
12. Cher con Beavis and Butt-head: I Got You Babe – 9:05
  - Contiene la traccia nascosta Come to Butt-head (Reprise) di Beavis and Butt-head featuring Positive K al minuto 5:08.